# Theodor Severin
Theodor Severin (* 4. Februar 1930 in Kiel; † 7. April 2020) war ein deutscher Lebensmittelchemiker und Hochschullehrer.

## Werdegang
Theodor Severin besuchte das Gymnasium in Bad Segeberg und studierte nach dem Abitur Chemie und Lebensmittelchemie an der Universität Marburg. Er wurde 1956 mit einer Arbeit über Optische Untersuchungen von Cumarinen und o-Oxy-Zimtsäure-Derivaten bei Horst Böhme promoviert. Ebenfalls dort habilitierte er sich 1960. Er folgte 1965 einem Ruf an die Ludwig-Maximilians-Universität München auf den dort neu eingerichteten Lehrstuhl für Lebensmittelchemie, den er bis zu seiner Emeritierung im März 1998 innehatte.
Seine Arbeitsgebiete waren beispielsweise synthetische Anwendungen von Nitroverbindungen und Untersuchungen zur Maillard-Reaktion, die zur Bräunung bei der Zubereitung von Lebensmitteln führt.

## Publikationen (Beispiele)
- mit Bernd Brück: Umsetzungen mit 1‐Nitro‐2‐dimethylamino‐äthylen. Chemische Berichte 98 (1965) Nr. 12, S. 3847–3853
- mit B. Kramhoeller und M. Pischetsrieder, Maillard Reactions of Lactose and Maltose. J. Agric. Food Chem. 41 (1993) Nr. 3, S. 347–351